# P-270 모스키트
P-270 모스키트(러시아어: П-270 «Москит», 나토명: SS-N-22 선번)은 구 소련이 개발한 러시아의 초음속 대함미사일로서 마하 2.5의 속도를 가진 미사일이다. 300킬로그램의 고폭탄 또는 200킬로톤급 핵폭탄을 탄두로 장착하며, 사정거리는 10에서 200 km이다. 발사중량은 4,500 킬로그램이다. 시스키밍은 불가하며, 종말 유도단계에서 마하 4.5의 속도로 S자 형태의 회피기동을 한다.
중국 및 러시아에서 운용중이며, 공대함, 함대함 운용이 가능하다.
공대공 운용시 발사 플랫폼은 Su-27같은 대형 기종이다.

## 같이 보기
- AGM/RGM/UGM-84 하푼
- 해성 미사일